# Пятипалый карликовый тушканчик
Пятипалый карликовый тушканчик, или пятипалый полутушканчик, карликовый тушканчик (лат. Cardiocranius paradoxus) — единственный вид из рода пятипалые карликовые тушканчики семейства тушканчиковые.

## Распространение
Обитает в щебнистых пустынях и полупустынях северной половины Центральной Азии и Восточного Казахстана.
Ареал в России и Казахстане представляет собой северную и западную окраины видового ареала. В Восточном Казахстане встречается вдоль северного берега озера Балхаш. Вероятно, обитает вдоль северного берега озера Алаколь и в Зайсанской котловине. В Туве встречается на самом юге — в Убсунурской котловине.
В Центральной Азии обитает в Западной и Южной Монголии и Северо-Западном и Северном Китае. Монгольская популяция встречается в Котловинах Больших Озёр, Джунгарской Гоби, Шаргын-Гоби, по долинам Гобийских Озёр, долинах Гобийского Алтая, Восточной Гоби. В Китае обнаружен на территории северной части Синьцзян-Уйгурского автономного района, во Внутренней Монголии, в предгорьях Наньшаня провинции Ганьсу.

## Внешний вид
Животное очень мелких размеров. Половой диморфизм не выражен. Длина тела — 55—70 мм, длина хвоста — до 91 мм. Масса тела — 9—18 г.
Тело укороченное, в спокойном состоянии близко к шаровидному. Голова крупная, по длине почти равна длине тела. Шейный перехват почти не выражен. Морда слегка вытянута, приострённая на конце. Пятачок слабовыраженный. Ушная трубка узкая. Уши трубкообразные, маленькие. Хвост утолщённый, его длина ненамного превышает длину тела с головой. Коготь на первом пальце передних конечностей имеет вид длинного изогнутого ногтя с закругленным свободным краем. Задние лапы длинные, с пятью пальцами: составляют около 45 % длины тела с головой.
Волосяной покров густой. Верх головы, спины и внешней стороны бёдер покрыты серовато-коричневым или глинисто-серым, реже пепельно-серым или буровато-охристым мехом. Резко выражена продольная тёмная струйчатость. Брюхо, губы, горло, грудь и внутренние поверхности передних и задних конечностей чисто-белого цвета. По границе спины и брюха и на внешней поверхности передних конечностей проходит узкая полоса буровато-охристого или чисто-охристого цвета. За ушами присутствуют небольшие белые или светло-серые пятна. Верх хвоста серовато-коричневый, низ — светло-серый.
Диплоидное число хромосом — 48, число плеч аутосом — 96.

## Образ жизни
Пятипалые карликовые тушканчики ведут ночной образ жизни. Длительность наземной активности — 4—6 часов. Дневной сон очень глубокий. Передвигаются мелкими прыжками длиной 3-5 см, при быстром беге — 10—15 см. Хорошо лазают по стеблям злаков и веткам кустарников.
Ранее считалось, что пятипалые карликовые тушканчики не умеют самостоятельно рыть норы в плотном грунте, поэтому используют норы других грызунов. Однако впоследствии было установлено, что это не так. У вида выделяются норы трёх видов: выводковые, летние постоянные и зимовочные. Наиболее сложные по строению выводковые норы. Длина их ходов достигает в среднем 122 см, а глубина — до 35 см.
Зимой впадают в спячку. Сроки начала и конца зимней спячки не установлены. Перед спячкой масса тела зверьков резко возрастает.
Основу рациона составляют семена злаков, прежде всего ковылей, цветы и плоды ряда видов эфемеров. При этом в первой половине лета в рационе преобладают зелёные корма, ближе к осени — семена злаков.

## Размножение
В Восточном Казахстане беременные самки встречаются во второй декаде июня. В выводке 2—5 детёнышей. Половой зрелости достигают после первой зимовки. У самки 4 пары сосков. Максимальная продолжительность жизни в неволе — три года.